# Renquishausen
Renquishausen är en kommun och ort i Landkreis Tuttlingen i regionen Schwarzwald-Baar-Heuberg i Regierungsbezirk Freiburg i förbundslandet Baden-Württemberg i Tyskland.
Kommunen ingår i kommunalförbundet Donau-Heuberg tillsammans med städerna Mühlheim an der Donau och Fridingen an der Donau och kommunerna Buchheim, Bärenthal, Irndorf och Kolbingen.